# Vícov
Vícov é uma comuna checa localizada na região de Olomouc, distrito de Prostějov.